# Ciecz przechłodzona
Ciecz przechłodzona – ciało istniejące w stanie ciekłym poniżej temperatury krzepnięcia. 
Płyn przechodzący przez jego standardowy punkt zamarzania krystalizuje na powierzchni kryształu lub na zarodku krystalizacji, wokół którego może powstać struktura krystaliczna tworząca ciało stałe. Jeśli nie ma takich warunków, faza ciekła może być utrzymana aż do temperatury, w której występuje krystalizacja jednorodna (zarodkowanie homogeniczne), która nie potrzebuje zarodków krystalizacji. Jeśli krystalizacja nie zajdzie do temperatury zeszklenia, ciało przechodzi w ciało amorficzne.
Ciecz przechłodzoną można otrzymać przez:
- bardzo powolne ochładzanie czystej cieczy w naczyniu o gładkich ściankach, przy braku drgań i wstrząsów mechanicznych
- bardzo szybkie ochładzanie (tak szybkie, że substancja „nie zdąży” skrystalizować) – w ten sposób można uzyskać ciecz przechłodzoną, nawet gdy jest ona silnie zanieczyszczona.

Ciecz przechłodzona jest z termodynamicznego punktu widzenia stanem metastabilnym, to znaczy dla małych zaburzeń stabilnym, ale dla większych niestabilnym. Aby doprowadzić do jej zestalenia, wystarczy zwykle zainicjować w dowolny sposób proces krystalizacji. Może to być na przykład:
- wrzucenie do cieczy zarodków krystalizacji (zanieczyszczenia stałego lub małego kryształka tej samej substancji)
- wstrząśnięcie naczyniem z cieczą
- podziałanie na ciecz dźwiękiem
- podziałanie na ciecz impulsem elektrycznym.

W wyniku nagłej krystalizacji cieczy przechłodzonej następuje wydzielenie ciepła i podwyższenie temperatury substancji.
Niektóre związki chemiczne o wysokich masach cząsteczkowych lub kształtach utrudniających krzepnięcie jest bardzo trudno skrystalizować i dlatego występują one najczęściej w postaci amorficznej, którą – ze względu na brak wewnętrznego uporządkowania typowego dla krystalicznych ciał stałych – czasem nazywa się cieczą przechłodzoną. Nazwa ta jest nieprawidłowa, gdyż substancja ta nie ma innych cech cieczy. Do tego rodzaju związków zalicza się polimery i biopolimery oraz tłuszcze, węglowodany i węglowodory o rozgałęzionej strukturze.
Podobny mechanizm „blokowania” krystalizacji jest też zasadą istnienia kryształów ciekłych i condis.